# Opisthotropis lateralis
Espèce
Synonymes
- Tapinophis shini Mell, 1930

Statut de conservation UICN

 LC  : Préoccupation mineure
Opisthotropis lateralis est une espèce de serpents de la famille des Natricidae. 

## Répartition
Cette espèce se rencontre :
- dans le nord du Viêt Nam ;
- en République populaire de Chine dans les provinces du Guangxi, du Guizhou, du Hunan et à Hong Kong.

## Description
L'holotype de Opisthotropis lateralis, un mâle, mesure 360 mm dont 55 mm pour la queue. Cette espèce a la face dorsale gris olivâtre et sa face ventrale blanc jaunâtre. Ces deux teintes sont séparées de manière très nette par une ligne noire courant le long des flancs. C'est un serpent ovipare.

## Publication originale
- Boulenger, 1903 : Descriptions of new snakes in the collection of the British Museum. Annals and magazine of natural history, sér. 7, vol. 12, p. 350-354 (texte intégral).